# 二次元主義
二次元主義（にじげんしゅぎ、英語: two-dimensionalism）は、意味論（セマンティクス）上の立場の一つ。言葉の意義と意味やセンテンスの真理値に関する理論であり、「必然的真理を経験的に発見することは如何にして可能か」という問題の解決を企図している。
主要な批判者にはスコット・ソームズがいる。ソームズは、二次元主義はKripke（1980）とKaplan（1989）の文章の誤読から生じていると主張している。

## ソース
- Garcia-Carpintero, Manuel (2006). Two-Dimensional Semantics. Oxford: Clarendon Press. ISBN 0-19-927202-6
- The Character of Consciousness (Philosophy of Mind). Oxford University Press, USA. (2010). ISBN 978-0-19-531110-5